# Tostitos
Tostitos es una marca de chips tipo tortilla de maíz y (más recientemente) una línea de salsas producidas por Frito-Lay, propiedad de PepsiCo.

## Historia
En enero de 1978, un grupo de desarrollo de productos de Frito-Lay liderado por Jack Liczkowski había completado el desarrollo de Tostitos. Los chips eran redondas, hechas de pequeñas tortilla de maíz y tenía un sabor "mexicano" más auténtico. Parte de lograr esta autenticidad ocurrió después de que la investigación descubrió que los mexicanos, después de cocinar el maíz con cal, no enjuagaban completamente el maíz; Por lo tanto, la masa de maíz molida con piedra resultante tiene mayor contenido de cal y pH más bajo. Al freír las virutas formadas, el hidróxido de calcio reacciona con el aceite y da este sabor específico. Después de una exitosa comercialización en 1979, Tostitos Sabor Traditional y Tostitos Nacho Cheese Flavor entraron en la distribución nacional en 1980 en los Estados Unidos y alcanzaron las ventas de 140 millones de dólares, convirtiéndolo en una de las introducciones más exitosas de Frito-Lay. Los chips se comen a menudo con la salsa o queso de nacho, que la compañía también produce.
Particularmente en el mercado venezolano, fueron lanzados a finales de 1990 con presentaciones de sabor original, queso, cool ranch y picante. En 1996 le cede terreno a la marca Doritos manteniendo la misma sus presentaciones para luego retornar brevemente en 2003; mas para diferenciarse de esta última marca se expendían bajo la forma de tortillas redondas (a diferencia de Doritos que son triangulares) y con presentaciones de sabor a BBQ y queso con mantequilla.

## Producción
Algunos productos de la marca Frito-Lay, incluyendo algunos sabores de Tostitos, contienen enzimas de cerdo además de hierbas, queso y otros condimentos. El sitio web de Frito-Lay indica que utilizan enzimas de los cerdos (enzimas porcinas) en algunos de sus productos de aperitivo experimentado para desarrollar "sabores únicos". La presencia de ingredientes derivados de los cerdos los hace inadecuados para los vegetarianos, los veganos, así como no kosher (pecaminoso para los judíos observantes de comer), y haraam (pecaminoso para los musulmanes observadores a comer).